# Sinterklaas
Sinterklaas är den nederländska benämningen på helgonet Sankt Nikolaus. Han firas i Nederländerna på kvällen den 5 december, samt i Belgien och Polen på morgonen den 6 december (Nikolausdagen) med presenter för barn. Dessutom firas han bland annat i delar av Frankrike, Tyskland och västra Ukraina (19 december). Han har en knekt, Piet, som det också kan finnas fler av. Tidigare kallades knekten "Zwarte Piet (Svarte Petter)" men under stark debatt har namnet på många platser ändrats till enbart Piet.
Barnen ställer sin sko någonstans i huset, och på natten kommer han och lämnar paket till barnen. Man brukar lägga en morot eller sockerbitar och en teckning som man har ritat i skon.
Varje år, i mitten av november, kommer Sinterklaas med sina knektar till Nederländerna med ångbåten från Spanien.
I New York hamnade Sinterklaas i en smältdegel med Father Christmas och blev Santa Claus i USA. Man kan säga att Santa Claus med sitt vita skägg och sina röda kläder är en sammanslagning av Sinterklaas och Jultomten.
Sinterklaas kan ha antingen gråvit klädsel eller rödvit klädsel.